# Hovhannes I (ormiański patriarcha Konstantynopola)
Hovhannes I (ur. ?, zm. ?) – w latach 1573–1581 10. ormiański Patriarcha Konstantynopola.